# رامبو (سلسلة أفلام)
رامبو هو علامة تجارية إعلامية أمريكية تتمحور حول سلسلة من أفلام الحركة. صدر من السلسلة خمسة أفلام حتى الآن: الدم الأول (1982)، رامبو: الدم الأول 2 (1985)، رامبو 3 (1988)، رامبو 4 (2008) ورامبو: الدم الأخير (2019). تدور الأفلام حول جون رامبو (الذي يؤدي دوره سيلفستر ستالون)، الجندي المخضرم في الجيش الأمريكي، الذي صدمته تجربته القتالية في حرب فيتنام، لكنها منحته أيضاً مهارات عسكرية فائقة، استخدمها لمحاربة ضباط الشرطة الفاسدين وقوات العدو وعصابات المخدرات. كان الفيلم الأول في هذه السلسلة، الدم الأول، مقتبساً من رواية الدم الأول الصادرة في 1972 للمخرج ديفيد موريل.
حققت سلسلة الأفلام 819 مليون دولار في المجمل، كان أنجحها، رامبو: الدم الأول 2، بإجمالي 300 مليون دولار. شارك ستالون في كتابة سيناريوهات جميع الأفلام الخمسة وأخرج رامبو 4. بالإضافة إلى الأفلام، أنتجت العلامة أيضاً مسلسل الرسوم المتحركة، رامبو: قوة الحرية، بخلاف القصص المصورة والروايات وألعاب الفيديو والنسخة البوليوودية.

## الأفلام
| الفيلم              | تاريخ الإصدار الأمريكي | المخرج            | كاتب السيناريو                              | قصة                                         | المنتج                                               |
| ------------------- | ---------------------- | ----------------- | ------------------------------------------- | ------------------------------------------- | ---------------------------------------------------- |
| الدم الأول          | 22 أكتوبر 1982         | تيد كوتشيف        | مايكل كوزول وويليام ساكهايم وسيلفستر ستالون | مايكل كوزول وويليام ساكهايم وسيلفستر ستالون | باز فيتشانس                                          |
| رامبو: الدم الأول 2 | 22 مايو 1985           | جورج بي. كوزماتوس | سيلفستر ستالون وجيمس كاميرون                | كيفن جار                                    | باز فيتشانس                                          |
| رامبو 3             | 25 مايو 1988           | بيتر ماكدونالد    | سليفستر ستالون وشيلدون ليتيش                | سليفستر ستالون وشيلدون ليتيش                | باز فيتشانس                                          |
| رامبو 4             | 25 يناير 2008          | سيلفستر ستالون    | آرت مونتراستيلي وسيلفستر ستالون             | آرت مونتراستيلي وسيلفستر ستالون             | آفي ليرنر وكيفن كينج تمبلتون وجون تومسون             |
| رامبو: الدم الأخير  | 20 سبتمبر، 2019        | أدريان غرونبرغ    | ماثيو سيرولنيك وسيلفستر ستالون              | دان غوردون وسيلفستر ستالون                  | آفي ليرنر وكيفن كينج تمبلتون وياريف ليرنر ولي ويلدون |

### الدم الأول (1982)
لدى عودته إلى الولايات المتحدة، واجه جون رامبو أحد محاربي فيتنام صعوبة في التكيف مع الحياة المدنية وتجول في البلاد كمتجول لمدة عقد تقريباً. في ديسمبر 1981، سافر رامبو إلى بلدة صغيرة في ريف واشنطن (صورّ في هوب، كولومبيا البريطانية، كندا)، بحثاً عن صديق وزميل له في القوات الخاصة للجيش الأمريكي. فيعرف أن صديقه مات بسبب السرطان في الصيف الماضي بسبب تعرضه للعامل البرتقالي.
حاول رامبو العثور على عشاء في البلدة وربما وظيفة مؤقتة. إلا أن المأمور مفرط الثقة ويل تيسل (بريان دينيهي) لا يرحب به، حيث يحكم على البطل العسكري سلبياً بسبب شعره الطويل ومظهره القذر. يعصي رامبو أمر المأمور بالابتعاد عن المدينة، لأنه لم يرتكب أي خطأ ويعتقد أن هذا الإبعاد يمثل انتهاكاً لحريته في التنقل والأهم من ذلك كله أنه جائع. عاد رامبو إلى المدينة بعد ذلك بفترة وجيزة حيث وجهت إليه تهمة التشرد على الفور وتعرض لمضايقات من المفوضين.
أثارت المضايقات لمحات من ذكريات رامبو عن تعذيبه على يد الفيتناميين الشماليين عندما كان أسير حرب. يشق رامبو طريقه للخروج من قسم المأمور بيديه العاريتين ويسلك طريقه نحو البرية. يتبع ذلك مطاردة، حيث يصيب المأمور ومفوضيه بجروح بالغة. فضل رامبو عدم قتل أي منهم، لكنه قتل ضابط شرطة عن غير عمد دفاعاً عن النفس بإلقاء حجر على طائرة هليكوبتر، مما تسبب في فقدان الطيار السيطرة عليها وسقوط الضابط. ومن ثمّ تُستدعى شرطة الولاية والحرس الوطني.
يصل العقيد صمويل تراوتمان (ريتشارد كرينا)، قائد رامبو السابق. ويقترح منح رامبو فرصة للهروب؛ بحيث إذا سُمح لرامبو بالهرب، فسيُمنح وقتاً ليهدأ ويمكن اعتقاله دون حوادث. يسمح تيسل لتراوتمان بالاتصال برامبو من خلال لاسلكي شرطة مسروق، لكن رامبو يرفض الاستسلام، قائلاً «هم (يقصد مفوضي الشرطة) من بدأوا بالدم أولاً وليس أنا» ثم أغلق المكالمة.
رفضت السلطات توصية تراوتمان بوضع التريث الانتظار واستمرت في المطاردة، بلغّ هيجان رامبو اللاحق ذروته عند عودته إلى المدينة مسلحاً ببنادق وقنابل من شاحنة عسكرية استولى عليها. أدى ذلك إلى تدمير مكتب العمدة ومعظم شارع البلدة الرئيسي. يقف رامبو على متأهباً لقتل المأمور، لكن تراوتمان يواجه أخيراً رامبو مباشرة ويقنع جنديه السابق في النهاية بالاستسلام للسلطات.
بين الفيلمين الأول والثاني، أدين رامبو واعتقل في سجن مدني شديد الحراسة حيث تسود الأشغال الشاقة. على الرغم من كونه مُداناً، فإن الروتين الصارم والانضباط في حياة السجن يوفران لرامبو قدراً من الاستقرار الذي تشتد الحاجة إليه، حيث يذكره بماضيه في الجيش وتسلسله الهرمي الصارم.

### رامبو: الدم الأول 2 (1985)
يبدأ الفيلم بعرض العقيد صمويل تراوتمان (ريتشارد كرينا) على رامبو حريته، مقابل عودته إلى فيتنام للبحث عن أسرى الحرب الأمريكيين المتبقين في الأسر الفيتنامي. صورّ مارشال موردوك (تشارلز نابير)، المسؤول عن المهمة، كشخصية سياسية فاسدة لا تريد كشف الحقيقة. فبدلاً من أن يشتبك رامبو مع العدو، يُطلب منه التقاط صور لمعسكر في فيتنام الشمالية، نفس المعسكر الذي كان هو نفسه محتجزاً فيه، ليثبت للجمهور الأمريكي أنه لم يعد هناك أسرى حرب في فيتنام، رغم أن موردوك يعلم بوجودهم هناك.
يُنقل رامبو جواً إلى البلاد بغرض الهبوط بالمظلة في الأدغال، لكن عطلاً عند خروجه من الطائرة جعله يضطر إلى التخلص من الكثير من معداته. ثم يلتقي بجهة اتصاله داخل البلاد، كو باو (جوليا نيكسون) المتمردة الفيتنامية المناهضة للشيوعية، التي تعمل كعميلة استخبارات. يكتشف رامبو أن هناك أسرى حرب محتجزين في المعسكر حيث هبط وأن أسرى الحرب يتنقلوا بين المعسكرات. يُخلص رامبو أسير حرب من المعسكر ويحاول الهرب، لكن يجرى التخلي عنه في لحظة التقاطه بواسطة مروحية على قمة تل بأمر من موردوك، بعدها يعتقله الجنود الفيتناميين هو وأسير الحرب. يُجمد رامبو في حفرة من مياه الصرف الصحي والعلقات، ثم يُعذَّب على أيدي الجنود السوفييت حلفاء الجنود الفيتناميين ومدربيهم. تدخل كو المعسكر تحت ستار عاهرة مُستأجرة، حيث تساعد رامبو في الهرب. بعد إعراب رامبو عن عميق امتنانه لإنقاذه، يتبادل الاثنان قبلة بعد أن ناشدته كو أن يأخذها معه إلى أمريكا. وبينما يستعدون للمضي قدماً، تُصاب كو بنيران مفاجئة.
مدفوعاً بغضبه، يتصرف رامبو من تلقاء نفسه ويبدأ حرباً منفردة، مطارداً الجنود الفيتناميين والسوفييت الذين يبحثون عنه في الأدغال ويسرق مروحية تابعة للسوفييت. فيعود بها إلى المعسكر حيث يدمره ويقتل من تبقى من الجنود الفيتناميين والسوفييت في المعسكر. ثم يطلق سراح جميع أسرى الحرب وتطارده مروحية سوفيتية طراز مي-24 هايند. بعد تدمير الهايند بقذيفة آر بي جي، يعود إلى القاعدة الأمريكية في تايلاند مع جميع أسرى الحرب. ونتيجة غصبه من كيفية تجاهل حكومة الولايات المتحدة لوجود جنود أحياء محتجزين، يأخذ مدفع إم-60 ويتوجه إلى مبنى المقر ويدمر جميع المعدات الإلكترونية الموجودة بداخله. ثم يهدد رامبو موردوك ويخبره أن يكون صريحاً مع الجمهور الأمريكي فيما يتعلق بحقيقة أسرى الحرب وأن لا يدخر أي نفقات لإنقاذهم جميعاً وإلا فإنه سيعود إليه. وعندما قال له تراوتمان إنه سيُكرم مرة أخرى، رفض رامبو، قائلاً إن أسرى الحرب هم أكثر من يستحق الأوسمة. بناءً على أفعاله في فيتنام، حصل رامبو على عفو رئاسي وقرر البقاء في تايلاند.
بين الفيلمين الثاني والثالث، يقيم رامبو بالقرب من معبد حيث ينخرط في تأمل دائم لإيجاد إحساس بالسلام الداخلي. على الرغم من أن اعتقاد رامبو أن أيام تجنيده قد ولت على ما يبدو، فإنه لا يصبح من دعاة السلام تماماً، فغالباً ما يشارك في مباريات قتال عنيفة ويتبرع بأرباحه للرهبان للمساعدة في تجديد المعبد.

### رامبو 3 (1988)

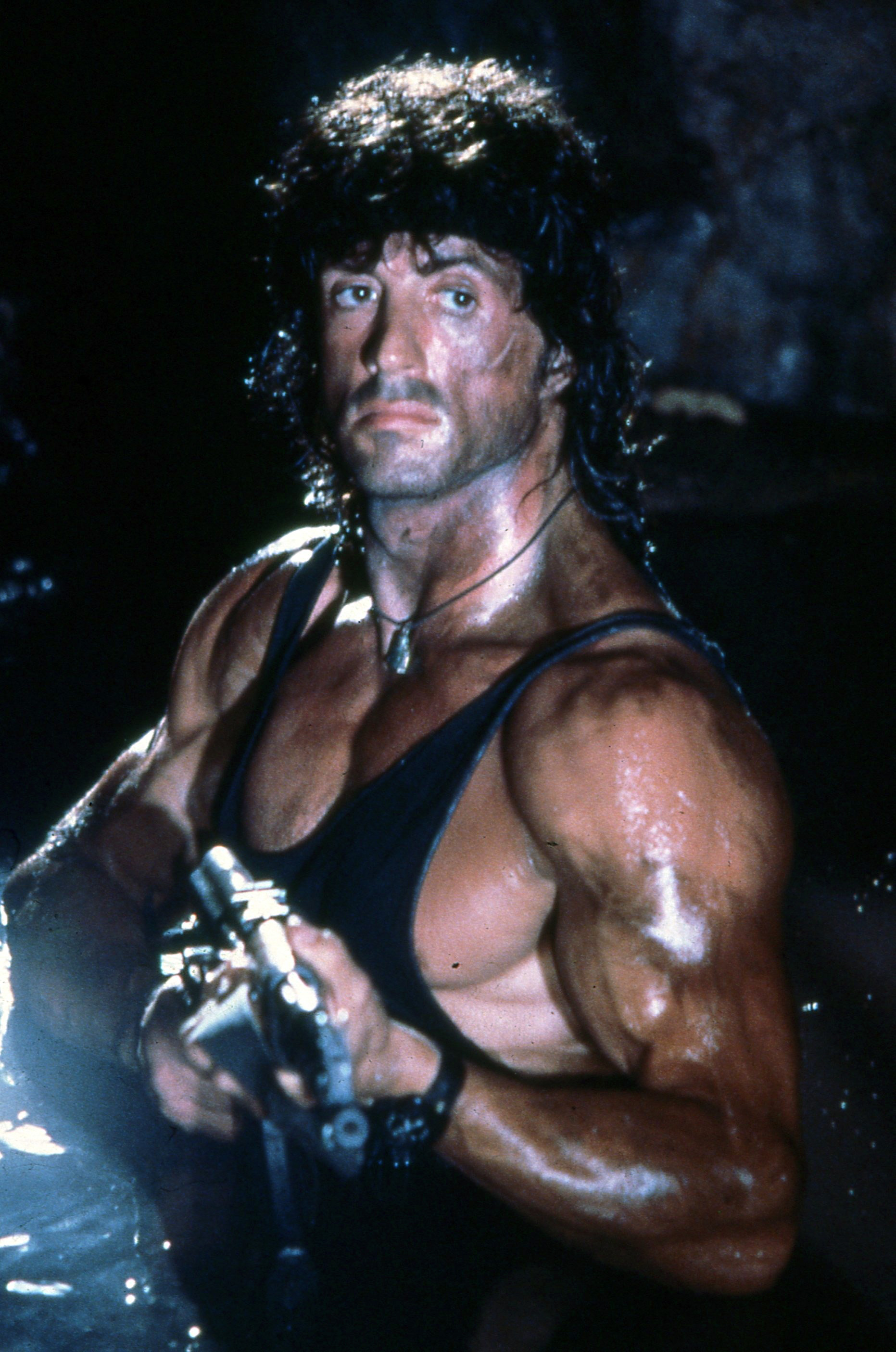
ستالون في رامبو 3

يبدأ الفيلم بعودة العقيد صمويل تراوتمان (ريتشارد كرينا) إلى تايلاند ليطلب مرة أخرى مساعدة رامبو. عقب مشاهدته فوز رامبو في مباراة قتال بالعصي، يزور تراوتمان المعبد الذي يساعد رامبو في بنائه ويطلب منه الانضمام إليه في مهمة بأفغانستان. يقود ذلك رامبو إلى عالم قسم الأنشطة الخاصة التابع لوكالة الاستخبارات المركزية والذي يستأجر أساساً جنود القوات الخاصة من الجيش. هدفت المهمة إلى توفير الأسلحة، بما في ذلك صواريخ إف آي إم-92 ستينغر، لمقاتلي الحرية الأفغان، المجاهدين، الذين يقاتلون السوفييت. على الرغم من عرض صور لمدنيين يعانون تحت الحكم السوفيتي، يرفض رامبو ويختار تراوتمان الذهاب بمفرده.
خلال وجوده في أفغانستان، تعرضت قوات تراوتمان لكمين من قبل القوات السوفيتية أثناء مرورها عبر الجبال ليلاً. احتجز تراوتمان في قاعدة سوفييتية وتعرض للتعذيب من أجل الحصول على معلومات من قبل الضابط القائد زايسن (مارك دي جونج) وذراعه الأيمن كوروف (راندي راني). يعرف رامبو بأمر الحادثة من الضابط الميداني بالسفارة روبرت غريغس (كيرتوود سميث) ويسافر فوراً إلى باكستان حيث يلتقى موسى (ساسون غاباي)، مورد أسلحة وافق على أخذه إلى قرية في عمق الصحراء الأفغانية، بالقرب من القاعدة السوفيتية حيث يُحتجز تراوتمان. كان المجاهدون في القرية مترددون بالفعل في مساعدة رامبو في المقام الأول، لكنهم اقتنعوا بعدم مساعدته بعدما تعرضت قريتهم لهجوم من المروحيات السوفيتية بعد أن أبلغ أحد المساعدين في متجر موسى الروس بوجود رامبو. يشق رامبو، بمساعدة موسى وصبي صغير اسمه حميد (دودي شوا)، طريقه إلى القاعدة السوفيتية ويبدأ محاولاته لتحرير تراوتمان. باءت المحاولة الأولى بالفشل وأسفرت عن إصابة حامد برصاصة في ساقه وإصابة رامبو نفسه بشظايا خشبية. بعد الهروب من القاعدة، يعتني رامبو بجروح حامد ويرسله هو وموسى إلى بر الأمان.
في اليوم التالي، يعود رامبو إلى القاعدة مرة أخرى، في الوقت المناسب تماماً لإنقاذ تراوتمان من التعرض للتعذيب بقاذف لهب. بعد إنقاذ العديد من السجناء الآخرين، يسرق رامبو طائرة هليكوبتر ويهرب من القاعدة. لكنها تتحطم ويضطر رامبو وتراوتمان إلى المثضي قُدماً سيراً على الأقدام. بعد مواجهة وقعت في كهف، حيث قتل رامبو وتراوتمان العديد من الجنود الروس بما في ذلك كوروف، يواجها جيشاً كاملاً من الدبابات الروسية بقيادة زيسن. وبينما هما على وشك أن تطغى عليهم قوة الجيش السوفيتي، فإن المجاهدين المحاربين، مع موسى وحميد، يقتحموا أرض المعركة بسلاح الفرسان ويغلبون الروس على الرغم من تفوقهم العددي والتكنولوجي. في المعركة التي تلت ذلك والتي أصيب فيها كل من تراوتمان ورامبو، تمكن رامبو من قتل زايسن من خلال إقحام دبابة يقودها في المروحية التي يحلق بها زايسن على مستوى منخفض.
في نهاية المعركة، يودع رامبو وتراوتمان أصدقائهم المجاهدين ويغادرا أفغانستان عائدين إلى ديارهم.
بين الفيلمين الثالث والرابع، كان رامبو ما زال يعيش في تايلاند مكتسباً عيشاً ضئيلاً كصائد للثعابين ومن توفير رحلات بالقوارب.

### رامبو 4 (2008)
يبدأ الفيلم بعرض أخبار عن الأزمة في بورما. تخضع بورما (المعروفة أيضاً باسم ميانمار) لحكم قبضة تان شوي الحديدية وتتخذ مواقف أكثر صرامة ضد الحركة المؤيدة للديمقراطية في البلاد. يُلقى المتمردين في مستنقع مليء بالألغام ثم تطلق وحدة من الجيش البورمي النار عليهم، تحت إشراف الرائد با تي تينت.
لا يزال الجندي الأمريكي السابق جون رامبو يعيش في تايلاند ويقيم حالياً في قرية بالقرب من الحدود البورمية ويكسب عيشه من اصطياد الثعابين وبيعها في قرية مجاورة. أحد المبشرين، مايكل بورنيت (بول شولز)، يطلب من رامبو اصطحابه ورفاقه عبر نهر سالوين إلى بورما في مهمة إنسانية لمساعدة شعب كارين. رفض رامبو في البداية لكن مبشرة أخرى في المجموعة، سارة ميلر (جولي بنز)، تقنعه بأخذهم.
يوقف القراصنة قاربهم ويطلبوا أخذ سارة مقابل المرور. بعد استغلال تهاون القراصنة، يقتلهم رامبو جميعاً. على الرغم من أن أفعاله تنقذ المبشرين، فإنها تزعجهم بشدة. عند الوصول، قال مايكل إنهم سيسافرون براً ولن يحتاجوا إلى مساعدة رامبو في رحلة العودة. سارت المهمة على ما يرام حتى هاجم الجيش البورمي بقيادة الرائد تينت القرية وقتل معظم القرويين واثنين من المبشرين وأسر البقية. عندما يفشل المبشرون في العودة بعد عشرة أيام، يأتي قسهم، آرثر مارش (كين هوارد)، إلى رامبو لطلب مساعدته ليدل المرتزقة المستأجرين إلى القرية التي شوهد فيها المبشرين آخر مرة.
منزعجاً من مصير سارة المحتمل، قرر رامبو مرافقة المرتزقة. بعد رؤية القرية المدمرة مليئة بجثث البشر والحيوانات المشوهة، اكتشف المرتزقة بعض الجنود يجبرون بعض القرويين الناجين على الركض في حقل ألغام. إلا أنهم يترددوا في إنقاذهم، لكن ليس رامبو الذي يقتل الجنود بقوس وسهم. يُذكر رامبو زملائه بمهمة الإنقاذ ويشجع الفريق على المضي قدماً. فيخطفوا شاحنة ويضعوا خطة لإنقاذ الرهائن في معسكر الأسرى في غضون خمس عشرة دقيقة لتجنب انتباه الجيش، يساعد رامبو سارة والآخرين على الهروب.
تكتشف وحدة الجيش البورمي (تاتماداو) أن رهائنهم في عداد المفقودين وتطلق عملية مطاردة ضخمة. يؤسر الجميع باستثناء رامبو وسارة و«سكول بوي» (ماثيو مارسيدن)، قناص فريق المرتزقة. وقبيل لحظة إعدام المجموعة، يستولي رامبو على شاحنة مثبت عليها مدفع رشاش عيار 50 ويشتبك مع الجيش البورمي. تنضم مجموعة من متمردي كارين إلى القتال لمساعدة رامبو والمرتزقة على هزيمة الوحدة البورمية. بعد أن رأى الرائد تينت أنه خسر المعركة، يقرر الفرار، إلا أنه يصطدم بمنجل رامبو، الذي يستخدمه رامبو بعد ذلك لنزع أحشاء الرائد.
بتشجيع من كلمات سارة، يعود رامبو إلى الولايات المتحدة. ويظهره المشهد الأخير وهو يسير على طول طريق ريفي سريع، متجاوزاً مزرعة خيول وصندوق بريد صدئ عليه اسم «آر. رامبو». ثم يشق طريقه عبر ممر من الحصى بينما تعرض أسماء المشاركين في الفيلم.

### رامبو: الدم الأخير (2019)
بعد 11 عاماً من أحداث بورما، يسكن جون رامبو مخضرم حرب فيتنام في بوي، أريزونا في مزرعة خيول والده المتوفى، التي يديرها مع صديقته القديمة ماريا بيلتران وحفيدتها غابرييلا. أخبرت غابرييلا رامبو أن صديقتها، غيزيل، وجدت ميغيل، والد غابرييلا الحقيقي، في المكسيك. حثها كل من رامبو وماريا ألا تذهب إلى المكسيك، لكن غابرييلا تقود سيارتها سراً لتسأل ميغيل عن سبب تخليه عنها وعن والدتها منذ سنوات. وتأخذها غيزيل إلى شقة ميغيل، الذي يخبرها بفتور أنه لم يهتم بها أو بوالدتها مطلقاً.
تصطحب غيزيل غابرييلا المفجوعة إلى نادٍ قريب، حيث تُخدرها عصابة مكسيكية وتخطفها. في غضون ذلك، تبلغ ماريا رامبو باختفاء غابرييلا في المكسيك. والذي يندفع إلى هناك مستجوباً كل من ميغيل وغيزيل بشأن مكان وجود غابرييلا. تقوده غيزيل كُرهاً إلى النادي حيث شوهدت غابرييلا آخر مرة وتواجه إل فالكو، الرجل الذي تحدث مع غابرييلا آخر مرة. تتبع امرأة غامضة، كارمن ديلجادو، رامبو بينما يقوده إل فالكو إلى موقع غابرييلا. حيث يتقاتل رامبو على الفور ويتعرض للضرب والوسم على يد أعضاء كارتل، يتزعمه الأخوين هوغو وفيكتور مارتينيز. ثم يأخذون رخصة قيادته بها موقع مزرعته وصورة لغابرييلا، التي يتعرف فيكتور عليها. توعد رجال الكارتل رامبو بإساءة معاملة غابرييلا أكثر نتيجة تصرفاته.
تصطحب كارمن رامبو إلى منزلها حيث تعتني به حتى يتعافى تماماً بعد أربعة أيام. وخلال عناية كارمن برامبو، تُجرد غابريلا من ملابسها وتُعطى جرعات من الهيروين باستمرار ثم تُباع لتُغتصب مراراً. تذكر كارمن إنها صحافية مستقلة كانت تحقق مع الأخوين مارتينيز الذين اختطفا وقتلا أختها. داهم رامبو لاحقاً أحد بيوت الدعارة وقتل العديد من الرجال حتى وجد غابرييلا مخدرة. أثناء عودته إلى الوطن في شاحنته الصغيرة، يشكر رامبو غابرييلا لمنحه الأمل لمدة عشر سنوات لكنها تموت نتيجة جرعة زائدة قسرية. يُرسل رامبو الغاضب ماريا بعيداً ويزرع المزرعة بالفخاخ للمواجهة، ثم يعود لاحقاً إلى المكسيك طالباً مساعدة كارمن في العثور على فيكتور. رفضت كارمن في البداية وأخبرت رامبو أن ذلك لن يحل شيئاً، لكنها اقتنعت بعدما ناشد حزنها وإحباطها.
يداهم رامبو منزل فيكتور ويقتل العديد من الحراس ويقطع رأسه. انتقاماً لذلك، يقود هوغو رتلاً كبيراً مكوناً من سبع سيارات دفع رباعي مددجة بالمرتزقة إلى مزرعة رامبو، لكن كل منها تقع في النهاية ضحية أفخاخ رامبو المنتشرة. بينما يحتفظ بهوغو للنهاية، ليشوهه ويمزق قلبه ويقتله على الفور. في أعقاب ذلك، يجلس رامبو الواهن في شرفة منزل والده، متعهداً بمواصلة القتال والحفاظ على ذكريات أحبائه حية. خلال شارة النهاية، تُعرض ذكريات الماضي لمشاهد من سلسلة الأفلام الأربعة الأولى، حيث يسرج رامبو حصانه أخيراً ويمتطيه باتجاه غروب الشمس.

### مستقبلاً
في مايو 2013، أكدت شركة أورجينال إنترتاينمينت إبرامها خمس صفقات مع ميلنيوم فيلمز لإنتاج أفلام نسخة بوليوود من الدم الأول، المرتزقة، 16 بناية، 88 دقيقة ونخبة بروكلين، مع توقع بدأ إنتاج الدم الأول والمرتزقة بنهاية ذلك العام.
في أوائل 2016، أُعلنّ عن سيدهارث أناند كمخرج وأن إنتاج الفيلم سيكون بالاشتراك مع أناند، دالجيت دي جيه بارمار، سمير غوبتا، هنت لوري، سوراب غوبتا وغولزار إندير شاهال. سيكون الفيلم نسخة من الدم الأول تحديداً وسيدور عن العضو المتبقي من وحدة النخبة في القوات المسلحة الهندية الذي يعود إلى الوطن فقط ليكتشف حرباً مختلفة بانتظاره، مما يرغم رامبو على اللجوء إلى غابات وجبال الهيمالايا حيث يطلق العنان للفوضى والدمار.
في مايو 2017، اُختيرّ تايجر شروف ضمن طاقم الفيلم في دور رامبو بينما كان من المقرر إنتاج الفيلم في أواخر 2018 كموعد لإصداره. وبحلول أكتوبر 2017، عُلقّ الفيلم بينما استكمل شروف وأناند مشاريع أخرى.
من المقرر عرض الفيلم في أكتوبر 2020، ومن المتوقع أن يؤدي شروف دور البطولة في النسخ الهندية التي ستعيد إنتاج جميع الأفلام الخمسة في سلسلة رامبو.
خلال مهرجان كان 2019، قال ستالون إنه سيستمر في تجسيد رامبو إذا نجح الفيلم الخامس. ومع ذلك، قال جرونبيرج إن فيلم رامبو: الدم الأخير «يغلق الدائرة»، على أمل أن يختتم سلسلة الأفلام. في سبتمبر 2019، أكد ستالون أن لديه خططاً لمقدمة عن السلسلة؛ على الرغم من أنه لن يعيد تمثيل دور البطولة، فهو يرغب في اكتشاف من كان رامبو قبل الحرب:
أعرب ستالون عن رغبته في لجوء رامبو إلى محمية هندية في فيلم رامبو السادس. في يونيو 2020، شرح ستالون الفكرة بإيجاز، قائلاً: «إذا قدمت جزءاً آخراً، فاعتقد أنه سيعود إلى المحمية الهندية التي نشأ فيها لأنه ينحدر من أسرة هندية.»

## في التلفزيون
| اسم المسلسل       | الموسم | الحلقات | أول إصدار      | آخر إصدار      | المنتج    | القناة     |
| ----------------- | ------ | ------- | -------------- | -------------- | --------- | ---------- |
| رامبو: قوة الحرية | 1      | 65      | 15 سبتمبر 1986 | 26 ديسمبر 1986 | تي بي إيه | نقابة البث |

### رامبو: قوة الحرية (1986)
كان رامبو: قوة الحرية مسلسل رسوم متحركة عُرض في 1986 يقود فيه جون رامبو فريقاً يسمى قوة الحرية لمحاربة منظمة شريرة تسمى (S.A.V.A.G.E) (اختصاراً للمسؤولين المحترفين في الانتقام والفوضى والابتزاز العالمي). وقد بُثت منه 65 حلقة كذلك صدر عن المسلسل سلسلة من الدمى.

## الممثلون والطاقم

### الممثلون
| الشخصية                        | الفيلم         | الفيلم              | الفيلم         | الفيلم                        | الفيلم                          | مسلسل الرسوم المتحركة |  |
| الشخصية                        | الدم الأول     | رامبو: الدم الأول 2 | رامبو 3        | رامبو 4                       | رامبو: الدم الأخير              | رامبو: قوة الحرية     |  |
| الشخصية                        | 1982           | 1985                | 1988           | 2008                          | 2019                            | 1986                  |  |
| ------------------------------ | -------------- | ------------------- | -------------- | ----------------------------- | ------------------------------- | --------------------- |  |
| جون رامبو                      | سيلفستر ستالون | سيلفستر ستالون      | سيلفستر ستالون | سيلفستر ستالون                | سيلفستر ستالون                  | نيل روس               |  |
| العقيد صمويل آر "سام" تراوتمان | ريتشارد كرينا  | ريتشارد كرينا       | ريتشارد كرينا  | ريتشارد كرينا (لقطات أرشيفية) | ريتشارد كرينا (لقطات أرشيفية)   | آلان أوبنهايمر        |  |
| الشريف وليام "ويل" تيسل        | بريان دينيهي   |                     |                | بريان دينيهي (لقطات أرشفية)   | بريان دينيهي (لقطات أرشفية)     |                       |  |
| نائب الرقيب آرثر "آرت" جالت    | جاك ستاريت     |                     |                | جاك ستاريت (لقطات أرشيفية)    |                                 |                       |  |
| المفوض ميتش روجرز              | ديفيد كاروسو   |                     |                |                               |                                 |                       |  |
| المفوض ليستر                   | ألف همفريز     |                     |                |                               |                                 |                       |  |
| النقيب ديف كيرن                | بيل ماكيني     |                     |                |                               |                                 |                       |  |
| الملازم كلينتون مورجن          | باتريك ستاك    |                     |                |                               |                                 |                       |  |
| العميلة كو فونغ بو             |                | جوليا نيكسون        |                |                               |                                 |                       |  |
| بانكس                          |                | آندي وود            |                | آندي وود (لقطات أرشيفية)      | آندي وود (لقطات أرشيفية)        |                       |  |
| الرائد مارشال روجر تي. موردوك  |                | تشارلز نابير        |                |                               |                                 |                       |  |
| مايكل ريد إريكسون              |                | مارتن كوف           |                |                               |                                 |                       |  |
| المسجون مدى الحياة             |                | ستيف ويليامز        |                |                               |                                 |                       |  |
| المقدم سيرجي تي. بودوفسكي      |                | ستيفن بيركوف        |                |                               |                                 |                       |  |
| الرقيب يوشن                    |                | فويو غوريك          |                |                               |                                 |                       |  |
| الملازم تاي                    |                | جورج تشيونغ         |                | جورج تشيونغ (لقطات أرشيفية)   |                                 |                       |  |
| النقيب فينه                    |                | وليام جينت          |                |                               |                                 |                       |  |
| روبرت جريجس                    |                |                     | كيرتوود سميث   |                               |                                 |                       |  |
| موسى غاني                      |                |                     | ساسون جاباي    |                               |                                 |                       |  |
| مسعود                          |                |                     | سبيروس فوكا    |                               |                                 |                       |  |
| حميد                           |                |                     | دودي شوا       | دودي شوا (لقطات أرشيفية)      |                                 |                       |  |
| العقيد أليكسي زايسن            |                |                     | مارك دي جونج   |                               |                                 |                       |  |
| الرقيب كوروف                   |                |                     | راندي راني     |                               |                                 |                       |  |
| سارة ميلر                      |                |                     |                | جولي بنز                      |                                 |                       |  |
| مايكل بورنيت                   |                |                     |                | بول شولز                      |                                 |                       |  |
| فتى المدرسة                    |                |                     |                | ماثيو مارسيدن                 |                                 |                       |  |
| لويس                           |                |                     |                | غراهام مكتافيش                |                                 |                       |  |
| ريس                            |                |                     |                | جيك لا بوتز                   |                                 |                       |  |
| دياز                           |                |                     |                | ري جاليجوس                    |                                 |                       |  |
| إن-جو                          |                |                     |                | تيم كانج                      |                                 |                       |  |
| الأب آرثر مارش                 |                |                     |                | كين هوارد                     |                                 |                       |  |
| الرائد با تي تينت              |                |                     |                | ماونغ ماونغ خين               | ماونغ ماونغ خين (لقطات أرشيفية) |                       |  |
| الملازم آي                     |                |                     |                | أونغ آي نوي                   |                                 |                       |  |
| غابرييلا                       |                |                     |                |                               | إيفيت مونريال                   |                       |  |
| ماريا بلتران                   |                |                     |                |                               | أدريانا بارازا                  |                       |  |
| كارمن ديلجادو                  |                |                     |                |                               | باز فيغا                        |                       |  |
| هوغو مارتينيز                  |                |                     |                |                               | سيرجيو بيريس مينتشيتا           |                       |  |
| فيكتور مارتينيز                |                |                     |                |                               | أوسكار خاينادا                  |                       |  |

### الطاقم
| الفيلم              | الطاقم/التفصيل | الطاقم/التفصيل   | الطاقم/التفصيل                             | الطاقم/التفصيل                                                      | الطاقم/التفصيل         | الطاقم/التفصيل                | الطاقم/التفصيل |
| الفيلم              | الملحن         | المصور السينمائي | المحرر السينمائي                           | الإنتاج                                                             | التوزيع                | مدة العرض                     |                |
| ------------------- | -------------- | ---------------- | ------------------------------------------ | ------------------------------------------------------------------- | ---------------------- | ----------------------------- | -------------- |
| الدم الأول          | جيري غولدسميث  | أندرو لازلو      | جوان إي تشابمان                            | أناباسيس للاستثمارات، إن. في.                                       | أوريون بيكشرز          | 93 دقيقة                      |                |
| رامبو: الدم الأول 2 | جيري غولدسميث  | جاك كارديف       | مارك غولدبلات ومارك هلفريشت                | أناباسيس للاستثمارات، إن. في.                                       | تري ستار بيكتشرز       | 96 دقيقة                      |                |
| رامبو 3             | جيري غولدسميث  | جون ستانير       | جيمس سيمونز وأندرو لندن وأو. نيكولاس براون | كارولكو بيكشرز                                                      | تري ستار بيكتشرز       | 101 دقيقة                     |                |
| رامبو 4             | برايان تايلر   | جلان ماكفيرسن    | شون ألبرتسون                               | نو إيماج إيكوتي بيكتشرز ميدينفوندز جي إم بي إيتش وشركة. كي جي آي في | ليونزغيت شركة واينستين | 91 دقيقة نسخة مطولة: 99 دقيقة |                |
| رامبو: الدم الأخير  | برايان تايلر   | بريندان جالفين   | تود إي ميلر وكارستن كوربانيك               | ميلينيوم ميديا بالبوا للإنتاج تمبلتون ميديا                         | ليونزغيت               | 89 دقيقة عالمياً: 101 دقيقة    |                |

## الاستقبال

### أداء شباك التذاكر
| الفيلم              | تاريخ الإصدار الأمريكي | الميزانية       | إيراد شباك التذاكر  | إيراد شباك التذاكر | إيراد شباك التذاكر   |
| الفيلم              | تاريخ الإصدار الأمريكي | الميزانية       | في الولايات المتحدة | في الخارج          | في جميع أنحاء العالم |
| ------------------- | ---------------------- | --------------- | ------------------- | ------------------ | -------------------- |
| الدم الأول          | 22 أكتوبر 1982         | 15 مليون دولار  | 47,212,904 دولار    | 78,000,000 دولار   | 125,212,904 دولار    |
| رامبو: الدم الأول 2 | 22 مايو 1985           | 25 مليون دولار  | 150,415,432 دولار   | 149,985,000 دولار  | 300,400,432 دولار    |
| رامبو 3             | 25 مايو 1988           | 58 مليون دولار  | 53,715,611 دولار    | 135,300,000 دولار  | 189,015,611 دولار    |
| رامبو 4             | 25 يناير 2008          | 50 مليون دولار  | 42,754,105 دولار    | 70,490,185 دولار   | 113,244,290 دولار    |
| رامبو: الدم الأخير  | 20 سبتمبر 2019         | 50 مليون دولار  | 44,819,352 دولار    | 46,671,001 دولار   | 91,490,353 دولار     |
| المجموع             | المجموع                | 198 مليون دولار | 338,906,479 دولار   | 480,446,186 دولار  | 819,363,590 دولار    |

### ردود النقاد والجماهير
| الفيلم              | روتن توميتوز     | ميتاكريتيك     | سينماسكور |
| ------------------- | ---------------- | -------------- | --------- |
| الدم الأول          | 85% (47 مراجعة)  | 61 (15 مراجعة) | غير متوفر |
| رامبو: الدم الأول 2 | 35% (43 مراجعة)  | 47 (15 مراجعة) | غير متوفر |
| رامبو 3             | 39% (36 مراجعة)  | 36 (15 مراجعة) | + جيد     |
| رامبو 4             | 38% (154 مراجعة) | 46 (26 مراجعة) | - ممتاز   |
| رامبو: الدم الأخير  | 26% (171 مراجعة) | 26 (31 مراجعة) | جيد       |

## الموسيقى

### الموسيقى التصويرية
لحنّ جيري غولدسميث الموسيقى التصويرية وأدارها في الأفلام الثلاثة الأولى. عزفت الأوركسترا الوطنية الفلهارمونية موسيقى الفيلمين الأول والثاني، بينما عزفت أوركسترا دار الأوبرا المجرية موسيقى الفيلم الثالث. كان لحن غولدسميث الرئيسي لرامبو من أصل أغنية تتر النهاية «إنه طريق طويل»، التي غناها دان هيل وهي جزء من الموسيقى التصويرية لفيلم الدم الأول.
تّعُد موسيقى الفيلم الأول أكثر خشونة وتنافراً من تلك في تتمة السلسلة، تماشياً مع وتيرة الفيلم. لذلك تتضمن مزيداً من التشابه لأعمال غولدسميث في الستينيات والسبعينيات أكثر مما تشبه معظم أعماله في الثمانينيات. استخدمت موسيقى الفيلم الأول الأجهزة الإلكترونية ولكنها كانت في الأساس من عزف أوركسترا بينما تضمنت موسيقى باقى السلسلة استخداماً مكثفاً للإلكترونيات. تعتبر موسيقى الفيلم الثاني الأكثر شهرة، كونه الأكثر إثارة. بينما تعتبر موسيقى الفيلم الثالث امتداداً للأسلوب المستخدم في الفيلم الثاني، لكن مع بعض الألحان الجديدة. يتميز كلا الإصدارين بألحان جديدة لرامبو تستند إلى عناصر موجودة في لحن «إنه طريق طويل» الأصلي والذي يظهر أيضاً في شكله الأصلي في كل فيلم أيضاً.
نظراً لوفاة غولدسميث في 2004، لحنّ الموسيقي السينمائي برايان تايلر (مُلحن المرتزقة والغرباء ضد المفترسين: القدّاس) موسيقى الفيلم الرابع. وقد طمأن المعجبين عند وفاة غولدسميث أن موسيقاه ستعتمد على نماذج غولدسميث للأفلام الثلاثة الأولى. عاد تايلر لاحقاً ليُلحن موسيقى الفيلم الخامس رامبو: الدم الأخير.
أُعلنّ عن فيلم 2008، رامبو 4، من خلال أغنية «بوديز» لفرقة دراونينغ بول والذي يضم أغنيتين في الفيلم من تأليف وأداء جيك لا بوتز، الذي يلعب دور المرتزق «ريز» في الفيلم.
جاء اللحن الموسيقي لمسلسل الرسوم المتحركة في 1986، رامبو: قوة الحرية من أعمال جيري غولدسميث لفيلم الدم الأول ورامبو: الدم الأول 2 التي رُخصّت للاستخدام في المسلسل ووضعت في مسار موسيقي طوال الوقت (معظمه من رامبو: الدم الأول 2)، بجانب موسيقاه للإعلان الدعائي لفيلم رامبو: الدم الأول 2، التي اُستُخدمّت كلحن افتتاحي وختامي. واستُكملّ بالموسيقى الأصلية من عزف حاييم صبان وشوكي ليفي، اللذان تلقيا «موسيقى إضافية» بالاستدانة.
كما طُرحّت الموسيقى التصويرية مع موسيقى الأفلام. حيث تتوفر الموسيقى التصويرية للدم الأول ورامبو: الدم الأول 2 ورامبو 4 ورامبو: الدم الأخير على آي تيونز. ومع ذلك، فإن الموسيقى التصويرية لرامبو 3 غير متوفرة على آي تيونز. لمزيد من المعلومات عن موسيقى سلسلة رامبو، راجع جدول «الموسيقى» أدناه.
| العنوان                                                           | تاريخ الإصدار الأمريكي | الطول     | الملحن        | العلامة التجارية    |
| ----------------------------------------------------------------- | ---------------------- | --------- | ------------- | ------------------- |
| الدم الأول: الموسيقى التصويرية الأصلية للفيلم السينمائي           | 1982                   | تي بي إيه | جيري غولدسميث | تي بي إيه           |
| رامبو: الدم الأول 2 (الموسيقى التصويرية الأصلية للفيلم السينمائي) | 1985                   | تي بي إيه | جيري غولدسميث | تي بي إيه           |
| رامبو 3 (الموسيقى التصويرية الأصلية للفيلم السينمائي)             | 1988                   | تي بي إيه | جيري غولدسميث | تي بي إيه           |
| رامبو 4 (الموسيقى التصويرية الأصلية للفيلم السينمائي)             | 22 يناير 2008          | 75:59     | برايان تايلر  | ليونزغيت إنترتينمنت |
| رامبو: الدم الأخير (الموسيقى التصويرية الأصلية للفيلم السينمائي)  | 20 سبتمبر 2019         | 75:03     | برايان تايلر  | ليكشور              |

## الوسائط المنزلية
جميع الأفلام الخمسة لسلسلة رامبو متاحة من ليونزغيت بموجب صفقة إنتاج الاستوديو مع ستوديوكانال (الشركة التي تمتلك حالياً الحقوق الأساسية للأفلام الثلاثة الأولى) وشاركت ليونزغيت نفسها في إنتاج الفيلم الأخير (بالشراكة مع شركة واينستين). تمتلك شركة باراماونت بيكشرز (عبر تريفكتا للترفيه والإعلام) حقوق التلفزيون للأفلام الثلاثة الأولى، بينما تتولى ديمبار-ميركيوري التوزيع التلفزيوني للفيلم الأخير نيابة عن ليونزغيت الشركة الأم.
| العنوان                          | الصيغة            | تاريخ الإصدار  | الأفلام                                                               | العلامة   |
| -------------------------------- | ----------------- | -------------- | --------------------------------------------------------------------- | --------- |
| مجموعة رامبو للهواة              | دي في دي          | 24 يوليو 2001  | الدم الأول، رامبو: الدم الأول 2، رامبو 3                              | تي بي إيه |
| رامبو: مجموعة الهواة الكاملة     | دي في دي، بلو راي | 27 يوليو 2010  | الدم الأول، رامبو: الدم الأول 2، رامبو 3، رامبو 4                     | تي بي إيه |
| مجموعة رامبو المطلقة             | بلو راي           | 28 أكتوبر 2013 | الدم الأول، رامبو: الدم الأول 2، رامبو 3، رامبو 4                     | تي بي إيه |
| مجموعة رامبو الكلاسيكية الثلاثية | دي في دي          | 1 يناير، 2014  | الدم الأول، رامبو: الدم الأول 2، رامبو 3                              | تي بي إيه |
| ثلاثية رامبو - الإصدار المطلق    | بلو راي           | 28 سبتمبر 2015 | الدم الأول، رامبو: الدم الأول 2، رامبو 3، رامبو 4                     | تي بي إيه |
| مجموعة رامبو الكاملة             | دي في دي          | 1 مارس 2016    | الدم الأول، رامبو: الدم الأول 2، رامبو 3، رامبو 4                     | تي بي إيه |
| ثلاثية رامبو                     | دي في دي، بلو راي | 15 نوفمبر 2018 | الدم الأول، رامبو: الدم الأول 2، رامبو 3                              | تي بي إيه |
| رامبو: مجموعة الخمس أفلام        | بلو راي           | 11 فبراير 2020 | الدم الأول، رامبو: الدم الأول 2، رامبو 3، رامبو 4، رامبو: الدم الأخير | تي بي إيه |

## وسائل الإعلام الأخرى

### تحويلها إلى روايات
كتبّ ديفيد موريل، مؤلف رواية الدم الأول الأصلية، روايتين مستوحاتين (اقتباسات كتابية) من أول جزئين لرامبو. قال موريل إنه كتب الروايتين لأنه أراد إدراج توصيف شَعَرّ أنه لم يكن في رامبو: الدم الأول 2 ورامبو 3. إلا أنه لم رواية عن فيلم عام 2008، رامبو 4، حيث شعر أن توصيف الفيلم يتطابق مع رواية الدم الأول الأصلية.[بحاجة لمصدر]

### كتب القصص المصورة
في 1986 صدرت مغامرات رامبو وهي سلسلة إيطالية من الكتب المصورة مستوحاة من رامبو، لجورجيو بيدراتزي.
في أواخر الثمانينيات، نشرت دار نشر بلاكثورن بعض القصص المصورة من بطولة الشخصية. إحداها، بعنوان رامبو 3، وائمت الفيلم الذي يحمل نفس الاسم. كما نُشرّت قصة رامبو 4 في نسخة ثلاثية الأبعاد من إصدار بلاكثورن.
كذلك، كان هناك قصة مصورة باسم رامبو ببساطة تعرض مغامرات أخرى للشخصية.

### ألعاب الفيديو
صدر العديد من ألعاب الفيديو المرخصة لأنظمة آركيد والألعاب المنزلية المختلفة:
- رامبو - مبنية على رامبو: الدم الأول 2. صدرت في 1985 لأنظمة زد إكس سبكتروم وأمستراد سي بي سي وكومودور 64
- رامبو: الدم الأول 2 - مبنية على رامبو: الدم الأول 2. صدرت في 1986 لأنظمة ماستر سيستم
- رامبو - مبنية على رامبو: الدم الأول 2. صدرت في 1987 لنظام إن إي إس
- رامبو 3 - مبنية على رامبو 3. صدرت العديد من الألعاب في 1989 لأنظمة أميغا وأمستراد سي بي سي وأتاري إس تي وكومودور 64 ودوس وإم إس إكس وزد إكس سبكتروم وسيغا ميغا درايف/جينيسيس وماستر سيستم وآركيد
- رامبو 3 - مبنية على رامبو 3. صدرت في 1989 لأنظمة أركيد
- رامبو - مبنية على رامبو: الدم الأول 2 ورامبو 3. صدرت في 2008 لنظام سيجا 2 لاعب لعبة بالأسلحة الخفيفة
- رامبو: ذا فيديو جيم - مبنية على الدم الأول ورامبو: الدم الأول 2 ورامبو 3. صدرت في 2014 لأنظمة ميكروسوفت ويندوز وإكس بوكس 360 وبلايستيشن 3

### أسطورة
كان رامبو يتمتع بشعبية كبيرة بين المتحدثين بلغة كامولا عند شلالات واوي في المقاطعة الغربية، بابوا غينيا الجديدة، في أواخر التسعينيات. حيث عُزيت شخصيته إلى الأساطير المحلية. على سبيل المثال، يشاع أن رامبو قد تسبب في تصعيد الصراع في بوغانفيل. كذلك يُذكر أنه ضاجع ابنة الملكة. وعندما هُدد بالإعدام، ترافع محامي من بابوا غينيا الجديدة لصالحه. نتيجة لذلك، وعد رامبو بمساعدة بابوا غينيا الجديدة في الحرب العالمية الثالثة.

### تمثال رامبو
في 14 أغسطس 2020، كُشفّ النقاب عن تمثال من خشب الأرز لرامبو في هوب، كندا، بعد 38 عاماً من صدور رامبو. وحضر الاحتفال رئيس البلدية بيتر روب ووزير البرلمان الكندي مارك سترال ونحات التمثال ريان فيليرز.